# Binningup
Binningup is een kustplaats in de regio South West in West-Australië.

## Geschiedenis
De kuststreek maakte deel uit van het land van Benjamin Piggott, een van de vroegste Europese pioniers. Het werd nooit echt ontwikkeld en diende in de 19e en het begin van de 20e eeuw vooral om vee op te laten grazen. In de jaren 1940/50 maakten vissers gebruik van een rif voor de kust, het 'Binningup Reef', als een veilige ankerplaats.
In 1953 verkavelden een groep inwoners van Harvey wat ze het 'Binningup Beach Estate' noemden. De naam lijkt Aborigines van oorsprong maar is vermoedelijk geen traditionele Nyungahnaam. Er werd een christelijk jeugdkamp opgericht. In 1962 leefde er een inwoner maar de daarop volgende jaren werd er volop gebouwd. Op vraag van de Shire of Harvey werd het dorp in 1963 officieel gesticht.

## Beschrijving
Binningup maakt deel uit van het lokale bestuursgebied (LGA) Shire of Harvey, waarvan Harvey de hoofdplaats is. Binningup telde 1.296 inwoners in 2021.
Het kustdorp heeft een gemeenschapszaal en een bibliotheek.
In Binningup staat een ontziltingsinstallatie, de 'Southern Seawater Desalination Plant', die Perth sinds 2011 van drinkbaar water voorziet.

## Ligging
Binningup ligt nabij de 'Old Coast Road', tegenwoordig de 'Forrest Highway', 145 kilometer ten zuiden van de West-Australische hoofdstad Perth, 30 kilometer ten noorden van Bunbury en 25 kilometer ten zuidwesten van Harvey.

## Klimaat
Binningup kent een warm mediterraan klimaat, Csa volgens de klimaatclassificatie van Köppen. De gemiddelde jaarlijkse temperatuur bedraagt er 17,7 °C en de gemiddelde jaarlijkse neerslag ongeveer 700 mm.

## Links
- (en) Shire of Harvey
- (en) Harvey History Online

Acton Park · Alexandra Bridge · Allanson · Augusta · Balingup · Benger · Binningup · Boyanup · Boyup Brook · Bramley · Bridgetown · Brookhampton · Brunswick Junction · Bunbury · Burekup· Busselton · Capel · Carbunup River · Chowerup · Collie · Cookernup · Cowaramup · Cundinup · Dardanup · Deanmill · Dingup · Dinninup · Donnelly River · Donnybrook · Dunsborough · Elgin · Ferguson · Forest Grove · Forrest Beach · Gnarabup · Gracetown · Greenbushes · Harvey · Hester · Jardee · Jarrahwood · Karridale · Kirup · Kudardup · Kulikup · Ludlow · Manjimup · Margaret River · Mayanup · Metricup · Mullalyup · Myalup · Nannup · Northcliffe · Nyamup · Pemberton · Peppermint Grove Beach · Prevelly · Quindalup · Quinninup · Roelands · Rosa Brook · Shotts · Stratham · Uduc · Vasse · Walpole · Waterloo · Wilga · Windy Harbour · Witchcliffe · Wilyabrup · Wokalup · Wonnerup · Worsley · Yallingup · Yalup Brook · Yarloop · Yoongarillup · Yornup